# Rudolf Leonhard
Rudolf Leonhard (Leszno, 27 ottobre 1889 – Berlino Est, 19 dicembre 1953) è stato uno scrittore e attivista tedesco.

## Biografia
Leonhard proveniva da una famiglia di avvocati, studiò legge e filologia a Berlino e a Gottinga. Nel 1914 prese parte come volontario alla prima guerra mondiale. Nel corso del conflitto aderì alle ideologie pacifiste assumendo un atteggiamento critico contro la guerra e per questo venne deferito al tribunale militare.
Nel 1918 entrò a far parte dell'USPD (Partito Socialdemocratico Indipendente di Germania), combatté al fianco di Karl Liebknecht e Rosa Luxemburg nella Rivoluzione di novembre. Nel 1919, entrò a far parte del KPD (Partito Comunista di Germania), ma ne uscì ne 1921; poco dopo si unì per un solo anno alla sinistra comunista del KAPD (Partito Comunista Operaio di Germania).
Nel 1918 sposò la scrittrice Susanne Köhler, ma dopo un anno i due divorziarono.
Dal 1919 fu autore free lance per il periodico Die Weltbühne, lavorò anche come lettore per la casa editrice Verlag Die Schmiede per la quale fu editore di due importanti collane di reportage, Außenseiter der Gesellschaft e Berichte aus der Wirklichkeit.
Alla fine di novembre 1925, fondò e guidò il Gruppe 1925 che ebbe al suo interno Bertolt Brecht, Alfred Döblin, Albert Ehrenstein, Leonhard Frank, Walter Hasenclever, Walter Mehring e Kurt Tucholsky. Tuttavia, nel 1927, Leonhard lasciò il gruppo in seguito a divergenze di opinioni.
Nel mese di marzo 1928, si trasferì a Parigi, su invito dell'amico Walter Hasenclever, fino al 1934. Nel mese di aprile 1933, Leonhard partecipò alla fondazione della Ligue des Combattants de la Paix e fu co-presidente della sezione tedesca a fianco dello scienziato Albert Einstein. 
In seguito all'inquadramento dell'associazione degli scrittori nell'ambito del regime nazista secondo il processo di Gleichschaltung, Leonhard fondò lo Schutzverband Deutscher Schriftsteller im Ausland e divenne presidente della sezione francese.
Descrisse le esperienze vissute durante un viaggio in Spagna durante la Guerra civile spagnola in una raccolta di racconti Der Tod des Don Quijote.
Dal 1939 fino al 1944, fu in carcere: in primo luogo fu detenuto a Le Vernet, poi fu trasferito nella prigione di Castres dalla quale riuscì a fuggire, venne catturato ma fuggì nuovamentee visse in clandestinità a Marsiglia fino alla fine della guerra. Come membro della Resistenza francese pubblicò, con gli pseudonimi Raoul Lombat, Roger Lehardon, Robert Lewandowski e Robert Lanzer diverse poesie e pamphlet. Tornò a Parigi nel 1944. Nel 1947 prese parte al primo Congresso di autori tedeschi e nel 1950, già gravemente malato, tornò in Germania e si stabilì a Berlino Est.
Come migrante dall'occidente e presunto padre dello storico Wolfgang Leonhard (1921–2014) da poco trasferitosi in occidente, ebbe un ruolo marginale nella vita letteraria della Repubblica Democratica Tedesca. Fu sepolto nel Memoriale dei Socialisti presso il Cimitero centrale di Friedrichsfelde a Berlino.

## Opere principali
- Angelische Strophen (1913)
- Der Weg durch den Wald (poesie) (1913)
- Barbaren (ballate) (1914)
- Über den Schlachten (poesie) 1914)
- Äonen des Fegefeuers (aforismi) (1917)
- Bemerkungen zum Reichsjugendwehrgesetz (1917)
- Beate und der große Pan (romanzo) (1918)
- Katilinarische Pilgerschaft (Poema) (1919)
- Kamp gegen die Waffe (linguaggio) (1919)
- Briefe an Margit (poesie) (1919)
- Das Chaos (poesie) (1919)
- Die Vorhölle (tragedie) (1919)
- Poems about "Mother" (1920)
- Alles und Nichts! (aforismi) (1920)
- Spartakus-Sonette (1921)
- Die Ewigkeit dieser Zeit. Eine Rhapsodie gegen Europa (1924)
- Segel am Horizont (Drama) (1925)
- Das nackte Leben (poesie) (1925)
- Das Wort (ein sinnliches Wörterbuch der deutschen Sprache), 1932
- Der Tod des Don Quijote (Poesie dalla guerra civile spagnola, 1938)
- Le Vernet (Gedichtzyklus, entstanden 1939–1944)
- In derselben Nacht (quando era a Le Vernet, scritto 1939–1944)
- Geiseln (Tragedy, 1945, dt. 1946)
- Unsere Republik (saggi e poesie, 1951).
- Selected Works in Four Volumes (1961 ff)